# 涅恩布庫省
涅恩布庫省 （Ñeembucú）是巴拉圭的一個省，位於該國西南部，位於巴拉圭河注入巴拉那河處，三方為阿根廷包圍。面積 12,147平方公里，2002年人口 76,738人。首府皮拉爾。
下分16縣。
1. ↑  .   [2025-02-04]. （原始内容存档于2024-07-12）.